# Dandolo
Familie nobilă venețiană, care a dat următorii dogi:
- Enrico Dandolo (1192-1205)

- Giovanni Dandolo (1280-1289)

- Francesco Dandolo (1329-1339)

- Andrea Dandolo (1343-1354)